# جرائم المونوغرام
جرائم المونوغرام (أو جرائم الأحرف المزخرفة) هي رواية بوليسية صدرت عام 2014 للكاتبة البريطانية صوفي هانا وتتضمن شخصيات من ابتكار أجاثا كريستي. وهي أول رواية في سلسلة هانا من كتب هيركيول بوارو، وهي روايات متواصلة أقرتها تركة أجاثا كريستي. وتلاها روايات التابوت المغلق (2016)، ولغز الأرباع الثلاثة (2018)، وجرائم القتل في تل كينغفيشر (2020). تقدم رواية جرائم المونوغرام الشخصية الأصلية المفتش إدوارد كاتشبول كرفيق جديد لبوارو.

## القصة
أثناء تناول العشاء في مقهى في لندن، يلتقي هيركيول بوارو بشابة تُدعى جيني هوبز، التي تدّعي أنها ستُقتل قريبًا ولا يمكن فعل أي شيء لمنع ذلك. عند العودة إلى بيت الضيافة الذي يقيم فيه، ينقل بوارو القصة إلى المفتش إدوارد كاتشبول من سكوتلاند يارد. يذكر كاتشبول أنه يحقق في جرائم قتل ثلاثة نزلاء في فندق بلوكهام - هارييت سيبيل، وإيدا جرانسبيري، وريتشارد نيجوس - الذين عُثر عليهم أمواتًا في غرفهم الخاصة مع أزرار أكمام مزخرفة في أفواههم. وقد تم تنبيه الموظفين بعد العثور على ملاحظة مكتوب عليها "أرجو ألا يرتاحوا في سلام أبدًا. 121. 238. 317". وهنا يعرض بوارو مساعدته لكاتشبول.
في اليوم التالي، يرافق بوارو كاتشبول للقاء لوكا لازاري، مالك فندق بلوكهام. يعلم الاثنان أن الضحايا الثلاثة وصلوا إلى الفندق في نفس اليوم، وتم حجز غرفهم ودفع ثمنها مسبقًا، وعاشوا في قرية تسمى جريت هولينج. بالإضافة إلى ذلك، كان نيجوس مخطوبًا لإيدا لكنه ترك جريت هولينج في عام 1913 بعد وفاة القس السابق باتريك إيفز وزوجته فرانسيس.
يسافر كاتشبول إلى جريت هولينج للقاء مارجريت إيرنست، أرملة القس الأخيرة، التي تروي أحداث عام 1913. وكانت جيني، التي عملت في منزل إيفز كخادمة، قد أطلقت شائعة مفادها أن إيفز كان يبتز الأموال من القرويين تحت ستار مساعدتهم على التواصل مع أحبائهم الموتى. ونشرت هارييت وإيدا ونيجوس الشائعة، مما أدى إلى إقالة إيفز من منصبه. بعها أقدمت فرانسيس على الانتحار، وتبعها إيفز، المنكسر القلب، وانتحر بعد فترة وجيزة.
في لندن، يلتقي بوارو بالفنانة نانسي دوكان، التي لم تُشاهَد فقط وهي تغادر بلوكهام في ليلة جرائم القتل، بل كانت أيضًا مقيمة سابقة في جريت هولينج. ترفض نانسي تقديم تفاصيل عندما تم الضغط عليها بشأن جريت هولينج، لكن بوارو والشرطي ستانلي بير يجدان زوجًا من المفاتيح يتوافق مع غرفتي فندق للضحايا. يلتقي بوارو بكاتشبول في بلوكهام بعد تلقيه أنباء عن جريمة قتل رابعة، والعثور على بركة من الدماء، وأزرار أكمام مزخرفة، وقبعة جيني. يكشف لقاء لاحق مع نانسي أنها كانت على علاقة مع إيفز، بينما بدأت جيني، التي كانت أيضًا في حب إيفز، الشائعة بدافع الغيرة.
يقرر بوارو وكاتشبول زيارة صموئيل كيد، الشاهد الذي رأى نانسي في بلوكهام. ومع ذلك، بدلًا من صموئيل، استقبلتهم جيني، التي يكشف بوارو أنها كانت مخطوبة لصموئيل قبل أن تقابل إيفز. بعد السفر إلى جريت هولينج ردًا على هجوم خطير على مارغريت وإجراء محادثة مع طبيب القرية أمبروز فلاورداي، يعلن بوارو أن القضية قد حُلت.
بعد جمع موظفي الفندق والمشتبه بهم معًا، يكشف بوارو أن نانسي وجيني تآمرتا مع كيد لقتل الضحايا. تبدأ نانسي في الاعتراف لكن جيني طعنتها حتى الموت. تشرح جيني أنها بدأت الشائعة لإنقاذ إيفز من فضيحة علاقته. عندما اتصل بها نيجوس ندمًا على أفعاله، وضع الاثنان خطة لقتل جميع الأطراف الأربعة المذنبين المتورطين. ومع ذلك، كشفت جيني سرًا عن الخطة لنانسي وأقنعت نيجوس بالموت قبل الموعد المخطط له. قتلت جيني نانسي بعد أن كشفت أن علاقتها بإيفز كانت جسدية.
بعد أربعة أيام، تلقى بوارو وكاتشبول رسالة من الدكتور فلاورداي ومارجريت إيرنست، اللذين قررا الزواج بفضل تدخل بوارو.

## الشخصيات

### لندن
- هيركيول بوارو - محقق بلجيكي مشهور. أثناء استراحة قصيرة بعيدًا عن شقته في لندن، تورط بوارو في قضية قتل في فندق بلوكهام.
- إدوارد كاتشبول - ضابط في سكوتلاند يارد يقيم في نفس بيت الضيافة مع بوارو، وهو راوي القصة. تورط كاتشبول في البداية في قضية القتل، ثم ساعد بوارو في تحقيقه.
- بلانش أونسورث - مالكة بيت الضيافة الذي يقيم فيه بوارو وكاتشبول.
- لوكا لازاري - مالك فندق بلوكهام غريب الأطوار.
- جيني هوبز - امرأة شابة التقى بها بوارو في بداية القصة - وهي مقتنعة بقتلها الوشيك. كانت جيني تعيش سابقًا في جريت هولينج وعملت لدى عائلة إيفز. كانت تحب باتريك إيفز.
- نانسي دوكان - امرأة جذابة في الأربعينيات من عمرها وفنانة مشهورة. عاشت نانسي سابقًا في جريت هولينج وكانت تحب قسيس القرية.
- يوفيميا "في" سبرينج - مالكة مقهى بليزانت - لقد أذهلت بوارو بنظرتها للتفاصيل.
- القديس جون والاس - منافس فني لنانسي دوكان.
- الليدي لويز والاس - صديقة نانسي دوكان وصاحبة عمل جيني هوبز السابقة.
- هنري نيجوس - شقيق ريتشارد نيجوس. يزور لندن لجمع شئون أخيه بعد جرائم القتل.

### جريت هولينج
- باتريك إيفز - قسيس سابق في جريت هولينج، كان موضوع شائعة خبيثة نشرتها هارييت سيبيل. أدت هذه الشائعة إلى وفاة زوجته ووفاته في عام 1913.
- فرانسيس إيفز - زوجة باتريك، تأثرت بشدة بالشائعة المحيطة بزوجها وانتحرت.
- هارييت سيبيل - إحدى الضحايا في فندق بلوكهام. كانت هارييت امرأة طيبة ومهتمة، لكنها أصبحت مصدر ثرثرة حقود بعد وفاة زوجها جورج في وقت مبكر. وكانت مسؤولة عن نشر الشائعة في البداية.
- إيدا جرينسبيري - إحدى الضحايا في فندق بلوكهام. كانت إيدا امرأة متدينة للغاية وخطيبة ريتشارد السابقة، ودعمت هارييت في نشر الشائعة حول عائلة إيف.
- ريتشارد نيجوس - أحد الضحايا في فندق بلوكهام. كان ريتشارد محاميًا ثريًا وخطيب إيدا السابق، ودعم الشائعة حول عائلة إيف في البداية، ولكن بعد وفاتهما ترك جريت هولينج، وقطع خطوبته.
- الدكتور أمبروز فلاورداي - طبيب جريت هولينج. وهو أحد القرويين القلائل الذين دعموا عائلة إيف، ويواصل الحفاظ على أسمائهم بعد وفاتهم.
- مارجريت إيرنست - أرملة القس السابق. بينما لم تكن حاضرة لأحداث عام 1913، تولت مارغريت على عاتقها حماية شواهد قبور عائلة إيفز من القرويين المتشككين.
- فيكتور مياكين - مالك كينجز هيد إن، وهو متردد في إعطاء أي معلومات عن ضحايا القتل.
- والتر ستوكلي - رجل عجوز مخمور في كينجز هيد إن، تم الكشف لاحقًا عن أن ستوكلي هو والد فرانسيس إيفز.